# کوییبی
کوییبی (انگلیسی: Quibi) پلتفرمی برای ویدیوهای موبایلی کوتاه مدت بود که در سال ۲۰۱۸ در لس آنجلس کالیفرنیا توسط جفری کاتزنبرگ پایه‌گذاری شد. این سرویس در آوریل ۲۰۲۰ عرضه عمومی شد و در دسامبر ۲۰۲۰ به دلیل عدم موفقیت در جذب مشترکین کافی منحل شد. 
جفری کاتزنبرگ مؤسس آن و مگ ویتمن مدیر عامل اجرایی آن است. این سرویس مخاطب جوانتر را هدفگذاری کرده و محتوایش را در قسمت‌های کوتاه مدت ۱۰ دقیقه ای که به آن کویک بایت گفته می‌شود عرضه می‌کند.
این شرکت از شرکت‌ها و استودیوهای بزرگ هالیوود چون شرکت والت دیزنی، ان‌بی‌سی یونیورسال، سونی پیکچرز، رسانه وارنر، Liberty Global, ViacomCBS و گروه علی‌بابا یک میلیارد دلار بودجه جمع‌آوری کرده‌است.
برخلاف بسیاری از پلتفرمهای ویدیویی محتوای کوییبی منحصراً از طریق ادوات موبایل قابل پخش است.